# Liste des rois d'Arakan
L’Arakan est d’après les légendes le plus ancien des royaumes de Birmanie. Il aurait été fondé au cours du IIIe millénaire vers 2700 av. J.-C.. La liste des souverains des trois premières dynasties qui se terminent vers 800 apr. J.-C. est purement fictive et d’un faible intérêt historique.
Le royaume d’Arakan devient réellement historique avec l’accession au pouvoir de la dynastie de Wethali. L’Arakan disparaît en tant qu'état au début de 1785 lors de sa conquête par la Dynastie Konbaung.

## Dynastie de Wethali
- vers 788- 1018.

## Dynastie de Pyinsa
- vers 1018-1103.

## Dynastie de Parin
- vers 1103-1167.

## Dynastie de Khrit
- vers 1167-1179.

## Seconde dynastie de Pyinsa
- vers 1180-1237.

## Dynastie de Launggyet
- à partir de 1237.
- mort en 1385/1389 : Man:Thi règne 106 ans !
- 1389-1391 : Uzana, son fils ;
- 1391-1392 : Siriwaraj, son frère ;
- 1392-1394 : Man:Kyanay son frère ;
- 1394-1396 : Rajasu, son fils ;
- 1396-1397 : Can sa Bhan, son beau-père ;
- 1397-1397 : Myinhseingyi, gouverneur de Mran Can (5 mois).
- 1397-1401 : Rajasu, rétabli ;
- 1401-1404 : Singasu son frère ;

## Dynastie de Mrauk U
- 1404-1406 : Man:Co-mwan  (Mengtsaumwun), fils de Rajasu.
- 1406-1428/1429 : invasions des Birmans ;
- 1428/1429-1433 : Man:Co-mwan  (Mengtsaumwun) rétabli, en 1430 il fait de Mrauk U sa capitale ;
- 1433-1459 : Ali Khan (Menkhari) son frère ;
- 1459-1481 : Bha-co-phru  (Batsauphyu)  fils d'Ali Khan ;
- 1481-1491 : Do-lya  (Daulya)  son fils ;
- 1491-1493 : Bha-cui-nui  (Batsonygo)  fils d'Ali Khan;
- 1494-1494 : Ran On  (Ranoung)  fils de Do-lya, époux de Co-rhan-co fille de Bha-cui-nui;
- 1494-1501 : Calanka-su  (Tsalenggathu)  époux de Co-mi-co une fille de Do-lya;
- 1501-1513 : Man:Raja (Menradza)  son fils ;
- 1513-1515 : Gajapati (Gadzabadi)  son fils ;
- 1515-1515 : Man:Co, le vieux (Mengtsau-o)  frère cadet de Calanka-su;
- 1515-1521 : Sajata  (Thatsata)  fils de Do-lya et de la reine Co-ru-ca;
- 1521-1531 : Man: Khon Raja  (Mengbeng)  frère cadet;
- 1531-1553 : Man-Pa demi frère de Gajapati;
- 1553-1556 : Man:Tikkha (Dik-Kha)  son fils ;
- 1556-1564 : Man:Co-lha (Tsau-Lha)  son fils ;
- 1564-1571 : Man:Cakrawate (Mengtsekya)  son frère ;
- 1571-1593 : Man:Phalon (Mengphaloung) fils de Man:Pa ;
- 1593-1612 : Man:Raja-kri (Mengradzagyi) son fils ;
- 1612-1622 : Man:Khamon  (Mengkhamoung)  son fils ;
- 1622-1628 : Man:Hari Sirisudhammaraja (Thirithudhamma) son fils ;
- 1638-1638 : Man:Ca-ne  (Mengtsani)  son fils.
- 1638-1645 : Narapati (Thado)  Ancien premier ministre, amant de la reine Nat Rhan May sœur-épouse de Sirisudhammaraja ;
- 1645-1652 : Satui:dhammaraja  (Narabadigyi)  son fils ;
- 1652-1684 : Candasudhammaraja (Tsandathudhamma)  son fils ;
- 1684-1685 : Uggabala Sirisudhammaraja II (?) (Thirithuriya)  son fils ;
- 1685-1692 : Waradhammaraja  (Wara Dhammaradza)  son frère ;
- 1692-1694 :  Manisudhammaraja  (Munithu Dhammaradza)  son frère ;
- 1694-1696 : Candasuriyadhammaraja  (Tsandathuriya Dhammaradza)  son frère ;
- 1696-1696 : Narotha  (Naukahtadzau)  son fils;
- 1696-1697 : Maruppiya (Mayuppiya)  ancien moine, usurpateur ;
- 1697-1698 : Kalagandhat (Kalamandat) ancien moine, usurpateur ;
- 1698-1700 : Naradhipati Ier (Naradhibadi Ier)  frère cadet de Candasuriyadhammaraja ;
- 1700-1706 : Candawimladhammaraja  Ier (Tsandawimala Ier) ;
- 1706-1710 : Candasuriyaraja (Tsandathuriya) petit-fils de Candasuriyadhammaraja ;
- 1710-1731 : Candawijaraja  (Tsandawidzaya) usurpateur ;
- 1731-1734 : Candasuriyaraja (Tsandathuriya) rétabli ;
- 1734-1735 : Naradhipati II  (Naradhibadi II)  son fils ;
- 1735-1736 : Narapawaraja (Narapawararadza) son frère ;
- 1737-1737 : Candawizala  (Tsandawidzala) son frère;
- 1737-1742 : Madareit	(Madarit)  son frère;
- 1742-1761 : Nara Ahbaya (Nara-Apaya) son oncle;
- 1761-1761 : Thirithu	(Thirithu)	son fils;
- 1761-1764 : Candaparamaraja (Paramaradza)	son frère cadet;
- 1764-1773 : Ahbaya Maharaja (Maharadza) son beau-frère;
- 1773-1777 : Candathuman (Thumana)	son beau-frère;
- 1777-1777 : Candawimladhammaraja II   (Tsandawimala II)	 usurpateur ;
- 1777-1782 : Candawimala  		(Thamitha-Dhammayit) usurpateur ;
- 1782-1784 : Mahathamada Aggaw Ponnyazaw Raja  (Thamada)  	 usurpateur ;

Conquête du royaume d'Arakan par la Dynastie Konbaung de Birmanie en 1784.